# Silnice 310 (Izrael)
Silnice 310 (hebrejsky כביש 310‎, Kviš 310) je regionální silnice, která začíná na křižovatce ha-Nasi a končí na křižovatce Lehavim na dálnici 6. Je dlouhá přibližně 13 km. Silnice je osou, která slouží jako jeden z vjezdů do Rahatu.

## Trasa silnice
| Kilometr                          | Název                    | Značení | Lokalita        | Křížení                   |
| --------------------------------- | ------------------------ | ------- | --------------- | ------------------------- |
| Silnice 310 (od západu na východ) |                          |         |                 |                           |
| 0                                 | křižovatka ha-Nasi       |         | Ešel ha-Nasi    | silnice 25, silnice 264   |
| 4                                 | křižovatka bez názvu     |         | Tarabin as-Sani | vjezd do Tarabin as-Sani  |
| 6,5                               | křižovatka bez názvu     |         | Giv'ot Bar      | vjezd do Giv'ot Bar       |
| 9,5                               | křižovatka Rahat Darom   |         | Rahat           | jižní vjezd do Rahatu     |
| 10,5                              | křižovatka Idan ha-Negev |         | Lehavim         | silnice 40                |
| 12                                | křižovatka bez názvu     |         | Lehavim         | vjezd do Lehavim          |
| 12,5                              | křižovatka bez názvu     |         | Lehavim         | východní vjezd do Lehavim |
| 13                                | křižovatka Lehavim       |         | Lehavim         | dálnice 6                 |